# Hugh Plaxton
Hugh John Plaxton (Barrie, 16 maggio 1904 – Mississauga, 1º dicembre 1982) è stato un hockeista su ghiaccio canadese.

## Palmarès

### Olimpiadi invernali
- Oro a Sankt Moritz 1928 nell'hockey su ghiaccio.